# Poppy (nome)
Poppy  è un nome proprio di persona inglese femminile.

## Origine e diffusione

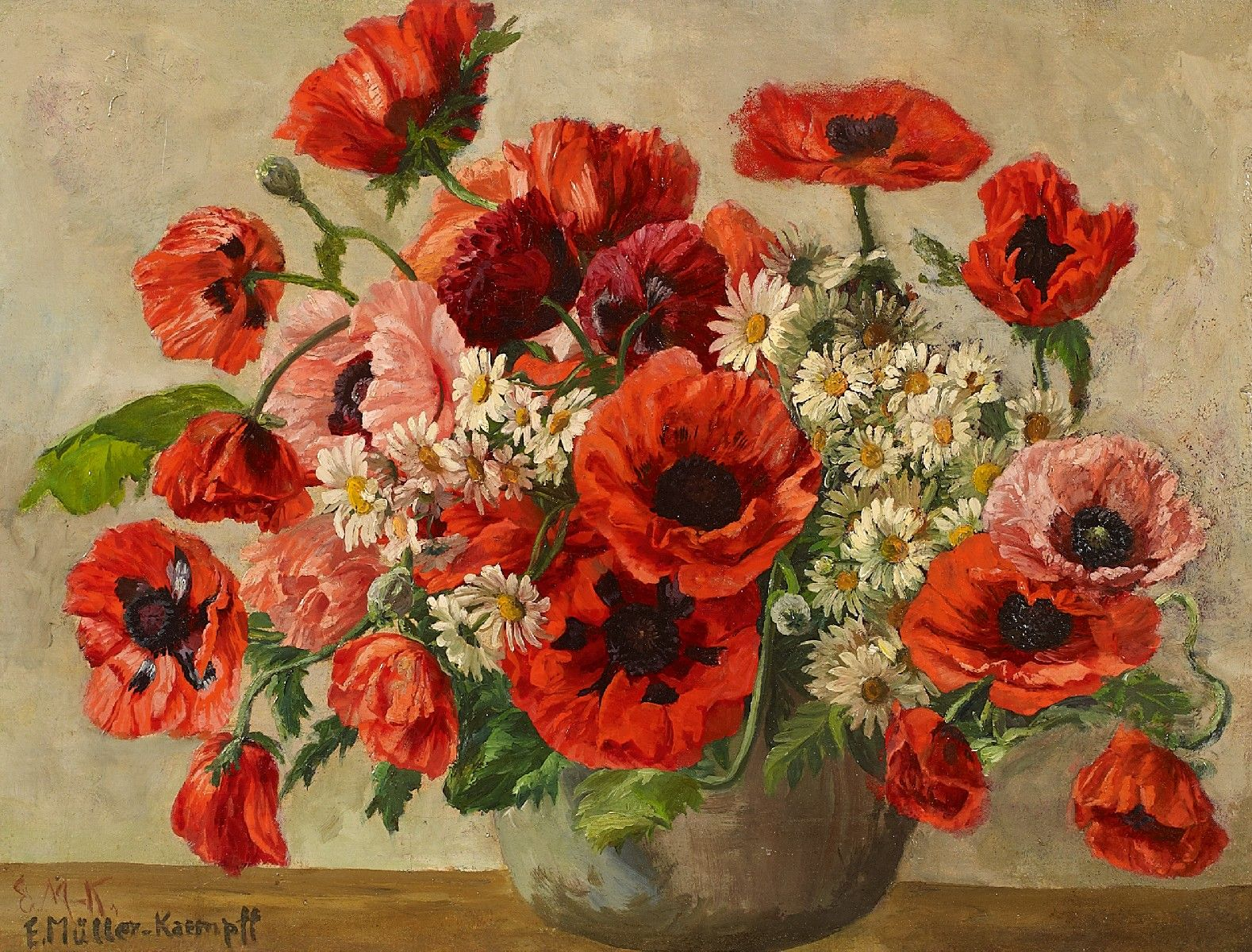
Bouquet di papaveri rossi, di Elsbeth Müller-Kaempff

Riprende il nome inglese del papavero, poppy, e fa quindi parte di quella categoria di nomi ispirati ai fiori, insieme con Dalia, Iris, Gelsomina, Edelweiss, Daisy, Fern, Gardenia, Sakura e molti altri.
Etimologicamente, il termine poppy è derivato dall'inglese antico popæg: esso risale al germanico occidentale *papua-, che probabilmente deriva da papavum, una variante volgare del latino papaverum (sempre "papavero", a sua volta forse dalla radice onomatopeica pap-, "inghiottire").

## Onomastico
Il nome è adespota, non essendo portato da alcuna santa, quindi l'onomastico ricade il 1º novembre, giorno di Ognissanti.

## Persone

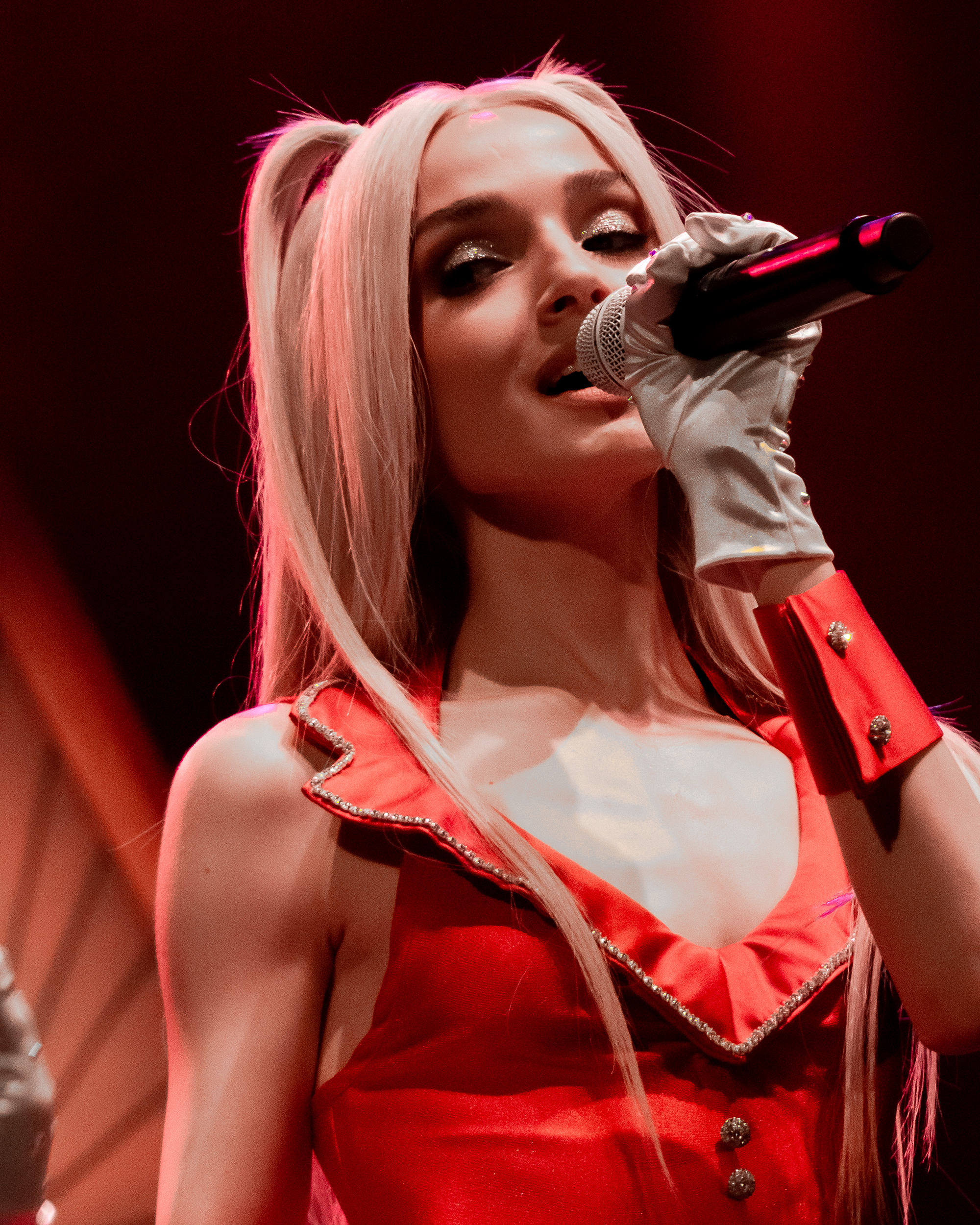
Poppy

- Poppy, cantante, attrice e ballerina statunitense
- Poppy Delevingne, attrice e modella britannica
- Poppy Drayton, attrice britannica
- Poppy Lee Friar, attrice britannica
- Poppy Miller, attrice britannica
- Poppy Montgomery, attrice australiana

## Il nome nelle arti
- Poppy è un personaggio della serie televisiva Lola & Virginia.
- Poppy è un personaggio della serie televisiva Valemont.
- Poppy è la protagonista femminile del film del 2016 Trolls.
- Poppy è il nome del cane del film Mars Attacks!.
- Poppy Chips è un personaggio della serie Harry Potter, creata da J. K. Rowling.
- Poppy Colfax è un personaggio del film del 2009 Fired Up! - Ragazzi pon pon, diretto da Will Gluck.
- Poppy Lifton è un personaggio della serie televisiva Gossip Girl.
- Poppy Moore è un personaggio del film del 2008 Wild Child, diretto da Nick Moore.
- Poppy North è un personaggio del romanzo di Lisa J. Smith La setta dei vampiri - Il segreto.
- Poppy Shakespeare è un personaggio dell'omonima serie televisiva.
- Poppy Stirling è un personaggio del romanzo di Agatha Christie Un cavallo per la strega.
- Poppy Sweeting è un personaggio nel videogioco Hogwarts Legacy.
- Poppy è un campione giocabile nel videogioco League of Legends.
- È una capopalestra in Pokémon Spada e Scudo (Opal in inglese).